# El ritmo no perdona (Prende)
El ritmo no perdona (Prende) è una canzone dell'artista musicale portoricano Daddy Yankee, pubblicata come singolo estratto dall'album Talento de barrio del 2008, tratto dall'omonimo film.

## Classifiche
| Classifiche (2009)                  | Posizione più alta |
| ----------------------------------- | ------------------ |
| U.S. Billboard Latin Rhythm Airplay | 2                  |
| U.S. Latin Urban                    | 3                  |